# 아즈야드 요새

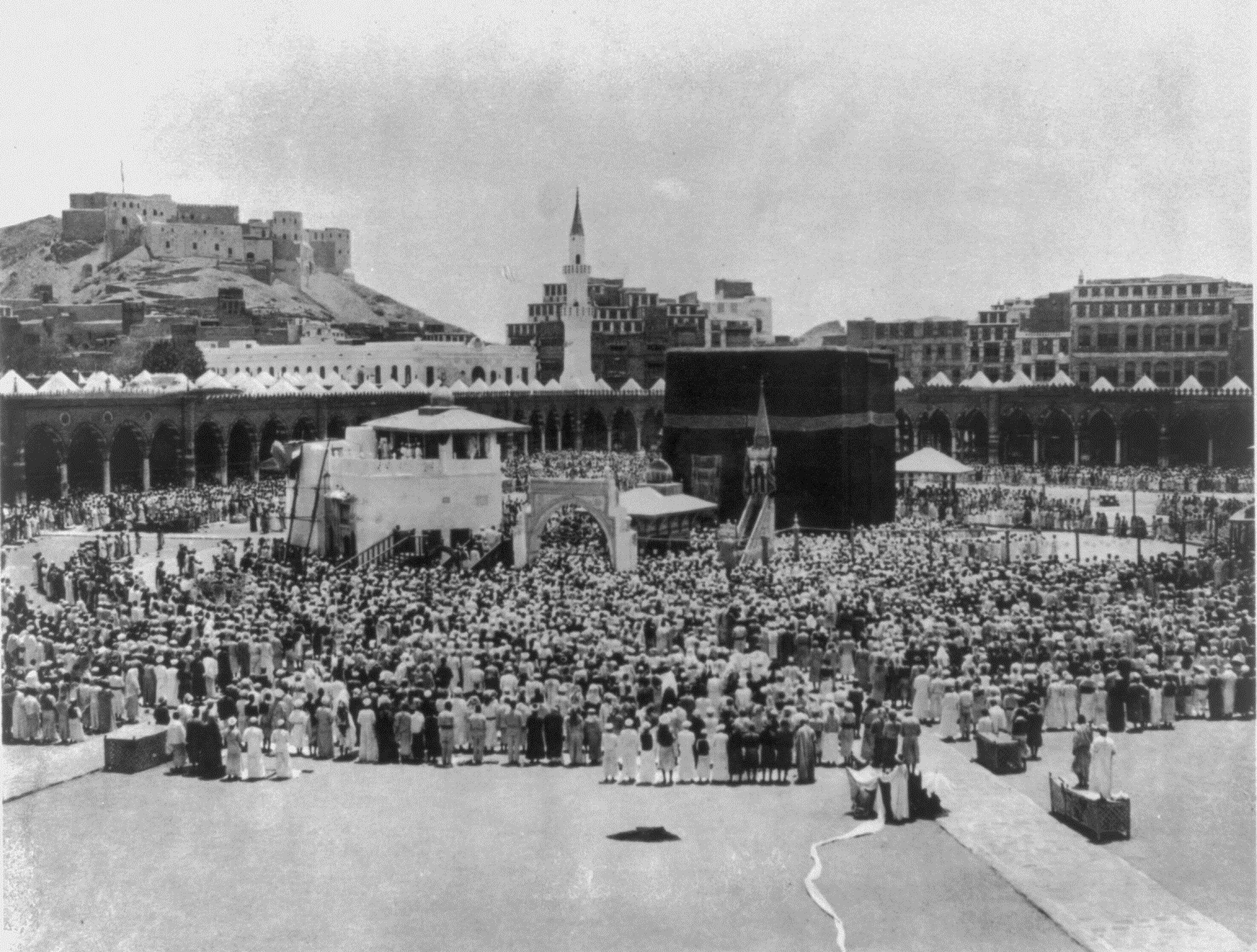
아즈야드 요새

아즈야드 요새(튀르키예어: Ecyad Kalesi, 아랍어: قلعة أجياد)는 한때 사우디아라비아에 존재하고 있던 오스만 제국 시대의 요새이다. 아즈야드 요새는 이슬람교도에게 최고의 성지인 메카의 마스지드 알하람을 내려다 보는 형태로 작은 언덕 위에 존재했다. 18세기 후반에 지어진 것으로, 2002년에 상업 개발 목적으로 사우디아라비아 정부에 의해 파괴되었다. 이 개발 계획은 국제적인 비판을 받았지만 언덕에는 아브라즈 알 바이트가 건설되었다.

## 역사
이 요새는 카바와 모스크를 강도 등으로부터 보호할 목적으로 1780년에 오스만 제국의 통치 하에 건설되었다. 당시 강도와 침략자에게는 와하브파의 과격한 사상이 퍼져있었으며, 오스만 제국은 그들이 도시에 들어가는 것을 바라지 않았다. 요새는 불불 산의 23,000m²를 덮고 남쪽으로 마스지드 알하람을 내려다 보고 있었다.
아브라즈 알 바이트 건설을 위해 2002년 초에는 아즈야드 요새는 파괴되고 불불 산의 대부분이 정지(整地)되었다. 2012년 개업된 이 복합 시설은 고층 주거 시설, 5성급 호텔, 레스토랑, 쇼핑 센터로 구성되며, 사우디 빈라덴 그룹에 의해 건설되었다. 이 프로젝트는 궁극적으로 150억 달러를 요했다.

## 반응
이 역사적인 건물의 파괴는 국내외에서 비판을 받았다. 터키에서는 이스마일 젬을 비롯한 다양한 조직이 오스만 제국의 유산을 파괴로부터 보호하기 위해 힘을 썼다. 민주좌파당의 부대표는 사우디아라비아에 입국 보이콧을 호소했다. 터키 문화관광부는 아즈야드 요새의 파괴를 탈레반의 바미얀 석불 파괴와 비교하며 오스만 건축을 경시하는 사우디아라비아 정부의 태도를 비난했다.
비판에 대해 사우디아라비아의 이슬람 장관은 "누구에게도 다른 나라의 정책에 영향력을 행사하지 않았다."고 했다고 프랑스 통신사가 보도했다. 이슬람 장관은 이 개발 계획에 포함된 주거 시설은 메카 순례자를 위한 것으로, 모든 이슬람교도의 이익이라고 덧붙였다.
그러나 아즈야드 요새 및 기타 역사적 건축물을 경시하고 파괴를 계속하는 사우디아라비아의 태도는 많은 비판을 받아 2001년에는 국왕의 명령에 의해 요새를 이전하는 계획이 세워졌다.
터키 이스탄불에는 이 요새 등 다양한 건축물의 1/25 스케일 모델의 미니어처 파크가 존재한다.